# Halterofília als Jocs Olímpics d'estiu de 1956
Als Jocs Olímpics d'Estiu de 1956 celebrats a la ciutat de Melbourne (Austràlia) es disputaren set proves d'halterofília, totes elles en categoria masculina. Les proves es realitzaren el dia 23 de novembre de 1956.
Participeren un total de 105 halters de 34 comitès nacionals diferents.

## Resum de medalles
| Prova     | Or                | Argent            | Bronze           |
| – 56 kg   | Charles Vinci     | Vladimir Stogov   | Mahmoud Namjoo   |
| – 60 kg   | Isaac Berger      | Yevgeni Minaev    | Marian Zieliński |
| – 67.5 kg | Igor Rybak        | Ravil Khabutdinov | Kim Chang-Hee    |
| – 75 kg   | Fedor Bogdanovsky | Peter George      | Ermanno Pignatti |
| – 82.5 kg | Tommy Kono        | Vasili Stepanov   | James George     |
| – 90 kg   | Arkadi Vorobyev   | David Sheppard    | Jean Debuf       |
| + 90 kg   | Paul Anderson     | Humberto Selvetti | Alberto Pigaiani |

## Medaller
| Posició | País           | Or | Argent | Bronze | Total |
| 1       | Estats Units   | 4  | 2      | 1      | 7     |
| 2       | Unió Soviètica | 3  | 4      | 0      | 7     |
| 3       | Argentina      | 0  | 1      | 0      | 1     |
| 4       | Itàlia         | 0  | 0      | 2      | 2     |
| 5       | Corea del Sud  | 0  | 0      | 1      | 1     |
| 5       | França         | 0  | 0      | 1      | 1     |
| 5       | Iran           | 0  | 0      | 1      | 1     |
| 5       | Polònia        | 0  | 0      | 1      | 1     |